# Eristalis rabida
Eristalis rabida är en tvåvingeart som beskrevs av Violovitsh 1977. Eristalis rabida ingår i släktet slamflugor, och familjen blomflugor. Inga underarter finns listade i Catalogue of Life.